# 多带拟鲈
多带拟鲈（学名：Parapercis multiplicata）为辐鳍鱼纲䲢形目拟鲈科拟鲈属的鱼类。分布于台湾等。该物种的模式产地在日本沖繩。栖息深度为4米至40米，体长可达15公分。